# Azkoitia
Azkoitia és un municipi de Guipúscoa, al País Basc.

## Esports

### Anaitasuna
El club esportiu representatiu d'Azcoitia és el Club Deportivo Anaitasuna (Anaitasuna significa germanor en euskera), fundat el 1934. Aquest club, va sorgir originalment com a club de futbol, encara que amb posterioritat ha desenvolupat també altres activitats esportives. L'equip de futbol té com a sostre haver arribat la Tercera divisió espanyola, on ha militat nombroses temporades. Actualment milita en categoria regional. L'Anaitasuna posseeix un club de muntanya (Anaitasuna Mendi Bazkuna), un club d'escacs (Anaitasuna Kakute Xake), un club d'arts marcials on s'hi practica karate i kendo (Azkoitiko Anaitasuna-Kanku Karate-Do) i seccions de pilota basca i futbol sala. El futbolista més il·lustre que ha donat Azcoitia va ser José Araquistáin, que va jugar com a porter a la Reial Societat i al Reial Madrid, arribant a proclamar-se Campió d'Europa amb aquest equip.

### Pilota Basca
Azcoitia té una gran tradició en l'esport de la pilota basca. No en va, el qual és considerat per molts com el millor pilotari manista de tots els temps, Atano III, va néixer a Azcoitia. La llista dels pilotaris de nivell que ha donat aquesta vila ha de començar necessàriament amb Atano III i seguir amb la resta de les seves familiars, els Atanos, entre els quals destaquen especialment Atano VII i Atano X, que també van ser grans pilotaris. Actualment el nombre de pilotaris professionals d'Azcoitia ha descendit molt respecte a altres èpoques Azcoitia s'ha proclamat en 16 ocasions guanyadora del Torneig Interpueblos de pilota basca de Guipúscoa, sent el municipi que més vegades ha obtingut aquest títol.

### Altres esports
A Azkoitia hi té la seu l'equip d'automobilisme Epsilon Euskadi, que competeix en les World Series by Renault. Aquest equip es va fer amb aquesta competició l'any 2005 amb el pilot polonès Robert Kubica, que actualment competeix en la Fórmula 1. Un esportista molt recordat en Azcoitia és el maratonià Diego García Corrales, que va ser subcampeó d'Europa el 1994 i que va morir en 2001. Tots els anys se celebra una Mitja-Marató entre Azkoitia i Azpeitia en honor d'aquest corredor, sent una competició que any rere any atreu més participants i té un major nivell.

## Azcoitians il·lustres
- Ignacio de Iriarte (1621-1685), pintor cofundador de l'Academia de Pintura de Sevilla.
- Comte de Peñaflorida (1723-1785), il·lustrat, fundador de la Reial Societat Bascongada d'Amics del País.
- Marquès de Narros (1733-1803), il·lustrat.
- José Francisco de Aizquíbel (1798-1865), bibliòfil i lexicòleg dedicat a l'estudi del basc.
- Nemesio Otaño (1880-1956), compositor i musicòleg.
- Atano III (1904-2001), un dels millors pilotaris de tots els temps.
- Diego García (1961-2001), corredor de Marató. Subcampió d'Europa el 1994.
- Xabier Arzalluz (1932): polític, expresident del PNB.
- José Araquistáin (1937): porter de futbol.
- Sebastián Elorza Uría (1940): ciclista.
- Íñigo Ruiz Arzalluz (1963): llatinista.
- Jesús Arambarri Arregui (1964): ciclista.
- José Luis Ribera Uranga (1965): futbolista.
- Anari (1970): cantant i compositora.